# Pilangsari (Kalitidu)
Pilangsari is een bestuurslaag in het regentschap Bojonegoro van de provincie Oost-Java, Indonesië. Pilangsari telt 2521 inwoners (volkstelling 2010).